# 刘军 (足球守门员)
刘军（1983年9月25日—），中国足球运动员，司职守门员，现效力于中乙球队青岛中能。